# Linha do tempo do desenvolvimento cerebral do rato
O camundongo doméstico (Mus musculus) tem um período de gestação de 19 a 21 dias. Eventos-chave no desenvolvimento do cérebro do camundongo ocorrem antes e depois do nascimento, começando com o pico da neurogênese dos núcleos motores cranianos 9 dias após a concepção, até a abertura dos olhos, que ocorre após o nascimento e cerca de 30 dias após a concepção.
| Dia  | Evento                                                                                           | Referência                   |
| ---- | ------------------------------------------------------------------------------------------------ | ---------------------------- |
| 9    | pico da neurogênese do núcleo motor craniano                                                     | Finlay and Darlington (1995) |
| 10   | início da neurogênese do subprato                                                                | Bayer and Altman (1991)      |
| 10   | pico da neurogênese do núcleo olivar                                                             | Finlay and Darlington (1995) |
| 10.5 | início da neurogênese das células ganglionares da retina                                         | Robinson and Dreher (1990)   |
| 10.5 | início da neurogênese das lâminas superficiais do colículo superior (CS)                         | Robinson and Dreher (1990)   |
| 10.5 | início da neurogênese do núcleo geniculado dorsal lateral (dLGN)                                 | Robinson and Dreher (1990)   |
| 11   | pico da neurogênese das células Purkinje                                                         | Finlay and Darlington (1995) |
| 11   | pico da neurogênese do subprato                                                                  | Finlay and Darlington (1995) |
| 11   | pico da neurogênese do núcleo reticular                                                          | Finlay and Darlington (1995) |
| 11   | pico da neurogênese do núcleo geniculado médio                                                   | Finlay and Darlington (1995) |
| 11   | pico da neurogênese do globo pálido                                                              | Finlay and Darlington (1995) |
| 12   | pico da neurogênese do dLGN                                                                      | Finlay and Darlington (1995) |
| 12   | pico da neurogênese do núcleo coclear                                                            | Finlay and Darlington (1995) |
| 12   | pico da neurogênese das células mitrais                                                          | Finlay and Darlington (1995) |
| 12   | pico da neurogênese amígdala                                                                     | Finlay and Darlington (1995) |
| 12   | fim da neurogênese do subprato                                                                   | Bayer and Altman (1991)      |
| 12.3 | axônios na haste ótica                                                                           | Dunlop et al. (1997)         |
| 12.5 | pico da neurogênese do núcleo ventral posterior (VP) e do núcleo ventrobrasal (VB) do talámo     | Finlay and Darlington (1995) |
| 12.5 | pico da neurogênese do trato olfativo lateral                                                    | Finlay and Darlington (1995) |
| 12.5 | pico da neurogênese do claustro                                                                  | Finlay and Darlington (1995) |
| 12.5 | pico da neurogênese da camada cortical VI                                                        | Finlay and Darlington (1995) |
| 12.5 | fim da neurogênese do dLGN                                                                       | Robinson and Dreher (1990)   |
| 12.5 | pico da neurogênese do núcleo preótico                                                           | Finlay and Darlington (1995) |
| 13   | aparecimento do feixe anterior medial do cérebro                                                 | Ashwell et al. (1996)        |
| 13   | pico da neurogênese do núcleo supraquiasmático                                                   | Finlay and Darlington (1995) |
| 13   | pico da neurogênese do cólico superior                                                           | Finlay and Darlington (1995) |
| 13   | pico da neurogênese das células ganglionares da retina                                           | Finlay and Darlington (1995) |
| 13   | pico da neurogênese do núcleo septal                                                             | Finlay and Darlington (1995) |
| 13   | pico da neurogênese do cortex entorrinal                                                         | Finlay and Darlington (1995) |
| 13   | pico da neurogênese do subículo                                                                  | Finlay and Darlington (1995) |
| 13   | pico da neurogênese da lâmina cortical V                                                         | Finlay and Darlington (1995) |
| 13   | fim da neurogênese da lâmina cortical VI                                                         | Caviness (1982)              |
| 13.5 | pico da neurogênese do complexo rafe                                                             | Finlay and Darlington (1995) |
| 13.5 | pico da neurogênese do núcleo olfatório anterior                                                 | Finlay and Darlington (1995) |
| 13.5 | pico da neurogênese do núcleo talámico anteroventral (AV), anterodorsal (AD) e anteromedial (AM) | Finlay and Darlington (1995) |
| 13.5 | pico da neurogênese do núcleo pontine                                                            | Finlay and Darlington (1995) |
| 13.5 | pico da neurogênese do parasubículo                                                              | Finlay and Darlington (1995) |
| 13.5 | aparecimento dos terminais estria                                                                | Finlay and Darlington (1995) |
| 13.5 | pico da neurogênese do presubículo                                                               | Finlay and Darlington (1995) |
| 14   | aparecimento do fascículo retroflexo                                                             | Finlay and Darlington (1995) |
| 14   | pico da neurogênese do núcleo caudado e putâmen                                                  | Finlay and Darlington (1995) |
| 14   | fim da neurogênese da lamina superficial do SC                                                   | Robinson and Dreher (1990)   |
| 14   | aparecimento do fórnix                                                                           | Ashwell et al. (1996)        |
| 14   | pico da neurogênese dos cones                                                                    | Finlay and Darlington (1995) |
| 14   | fim da neurogênese da camada corticaal V                                                         | Caviness (1982)              |
| 14.5 | axônios óticos alcançam dLGN e SC                                                                | Robinson and Dreher (1990)   |
| 14.5 | aparecimento da comissura anterior                                                               | Ashwell et al. (1996)        |
| 15   | começo da neurogênese da lâmina cortical IV                                                      | Caviness (1982)              |
| 15   | pico da neurogênese do CA 1 e CA 2 do hipocampo                                                  | Finlay and Darlington (1995) |
| 15   | pico da neurogênese das células amácrinas retinais                                               | Finlay and Darlington (1995) |
| 15   | aparecimento da comissura hipocampal                                                             | Ashwell et al. (1996)        |
| 15   | pico da neurogênese da camada cortical II/III                                                    | Finlay and Darlington (1995) |
| 15.5 | axônios óticos invadem os centros visuais                                                        | Dunlop et al. (1997)         |
| 16   | pico da neurogênese do núcleo accumbens                                                          | Finlay and Darlington (1995) |
| 16   | pico da neurogênese das células adornadas                                                        | Finlay and Darlington (1995) |
| 16   | pico da neurogênese das ilhas de Calleja                                                         | Finlay and Darlington (1995) |
| 17   | pico neurogênese da neurogênese da camada cortical IV                                            | Caviness (1982)              |
| 17   | o corpo caloso aparece                                                                           | Ashwell et al. (1996)        |
| 17   | fim da neurogênese da camada cortical IV                                                         | Bayer and Altman (1991)      |
| 18.5 | gênese das células ganglionares da retina                                                        | Robinson and Dreher (1990)   |
| 19   | diferencial inicial da camada V (S1)                                                             | Finlay and Darlington (1995) |
| 19   | pico da neurogêneses das hastes                                                                  | Finlay and Darlington (1995) |
| 21   | começo do campo barril (S1)                                                                      | Rice et al. (1985)           |
| 22   | começo das subcamadas da camada V (S1)                                                           | Rice et al. (1985)           |
| 22   | começo da placa trilaminar (S1)                                                                  | Rice et al. (1985)           |
| 24   | começo dos septos do campo barril (S1)                                                           | Rice et al. (1985)           |
| 25.5 | segregação ipsi/contra em LGN e SC                                                               | Robinson and Dreher (1990)   |
| 30   | abertura dos olhos                                                                               | Dunlop et al. (1997)         |